# Kawawachō (metropolitana di Yokohama)

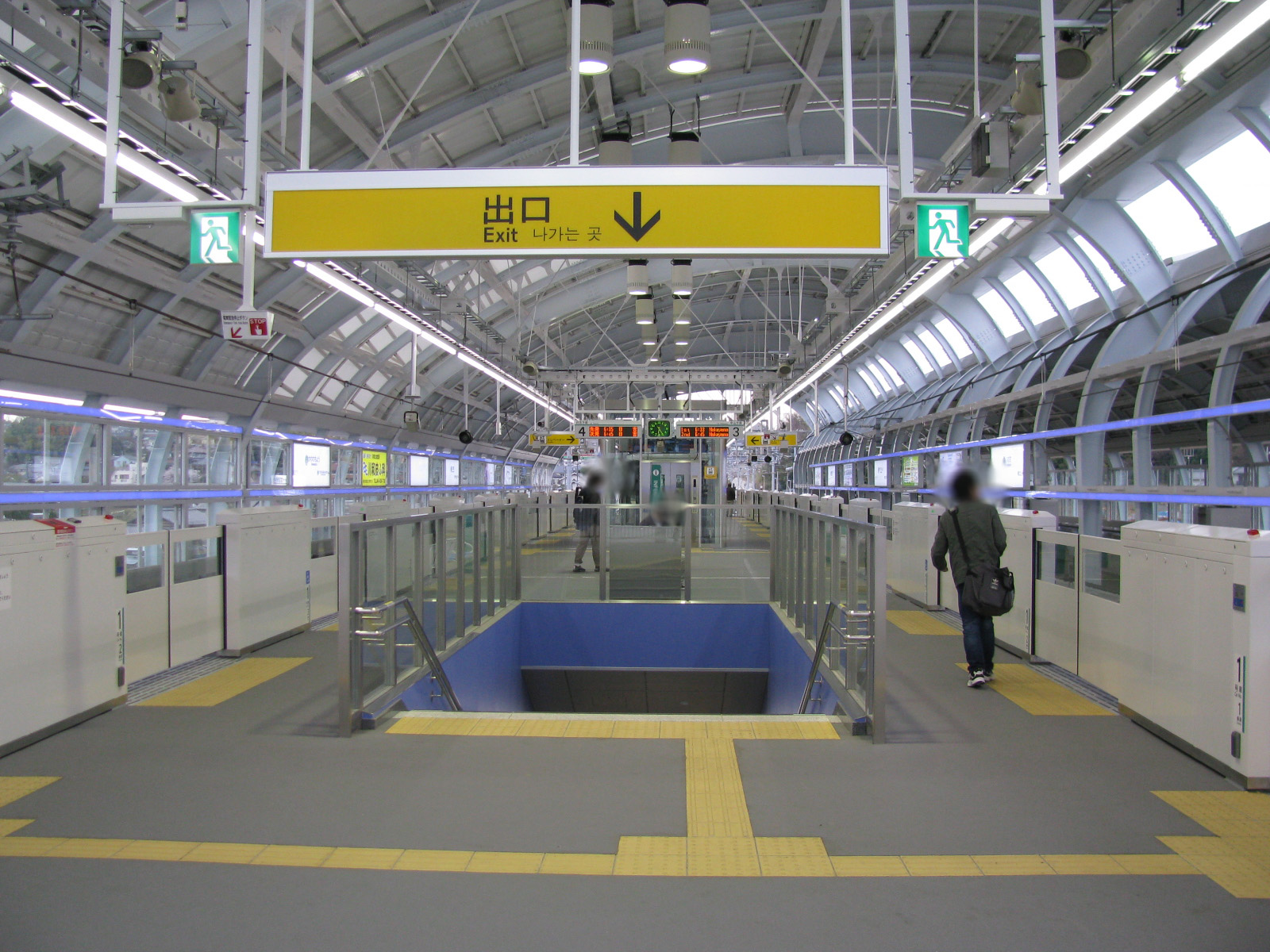
Vista della banchina

Kawawachō (川和町駅?, Kawawachō-eki) è una stazione della metropolitana di Yokohama che si trova nel quartiere di Tsuzuki-ku a Yokohama.

## Linee
Metropolitana di Yokohama
 Linea verde (linea 4)

## Struttura
La stazione è realizzata su viadotto, con due binari protetti da porte di banchina a mezza altezza e un marciapiede a isola centrale.
| 1 | Linea verde |  | per Nakayama                |
| 2 | Linea verde |  | per Center-Minami e Hiyoshi |

## Stazioni adiacenti
| «           | Servizio    | »                     |
| Linea verde | Linea verde | Linea verde           |
| ----------- | ----------- | --------------------- |
| Nakayama    | -           | Tsuzuki-Fureai-no-Oka |